# I Восточно-Сибирский съезд Советов
I съезд Советов рабочих, солдатских и крестьянских депутатов Восточной Сибири — съезд представителей Советов рабочих, солдатских и крестьянских депутатов Восточной Сибири, состоявшийся 7-13 апреля 1917 года в Иркутске.

## История
На съезде присутствовало 132 делегата с правом решающего голоса от Советов Иркутской и Енисейской губерний, а также Забайкальской области, из которых: 51 солдат, 49 крестьян и 32 рабочего, большевиков было всего 15 человек. Красноярск, в котором руководящая роль принадлежала большевикам, участия в съезде не принял, там проводились съезды Советов Средней Сибири.
На съезде вопрос о создании областного советского органа стал одним из ключевых в повестке дня. Съезд проходил под влиянием меньшевиков
и эсеров, председательствовал на нем меньшевик А.А. Никольский.
Съезд признал необходимость удовлетворить острую земельную нужду крестьян из запаса казенных земель, запретить продажу, покупку и дарение земли, отменить закон о выделении на хутора и отруба.
В ходе дискуссий о создании областной советской организации было отвергнуто предложение Петрограда объединиться с Советами Дальнего Востока. Сформированное на съезде Окружное бюро из 15 человек должно было охватить своим влиянием Советы, находившиеся на территории Иркутского военного округа. Бюро подчиняло своему руководству Советы для «согласованных выступлений, для единства действий».
Съезд принял временное положение о местных продовольственных органах; принято решение по типу окружной организации с целями и задачами, составом Окружного бюро и т.д.; направлена телеграмма в действующую армию.